# Saint-Denis-sur-Scie
Saint-Denis-sur-Scie là một xã thuộc tỉnh Seine-Maritime trong vùng Normandie miền bắc nước Pháp.

### Huy hiệu
| Arms of Saint-Denis-sur-Scie | The arms of Saint-Denis-sur-Scie are blazoned: Gules, a leopard Or between 2 plates [argent], and on a chief Or a billet between 2 roses azure, barbed vert. |

## Dân số
| 1962                                            | 1968 | 1975 | 1982 | 1990 | 1999 | 2006 |
| ----------------------------------------------- | ---- | ---- | ---- | ---- | ---- | ---- |
| 354                                             | 360  | 295  | 300  | 349  | 386  | 444  |
| Starting in 1962: Population without duplicates |      |      |      |      |      |      |